# 高宗英
高宗英（1936年—），男，山东惠民人，中国内燃机专家，曾任江苏工学院教授、博士生导师。